# Noel Brotherston
Noel Brotherston (Dundonald, 1956. november 18. – Belfast, 1995. május 6.) északír válogatott labdarúgó.

## Pályafutása

### Klubcsapatban
1971 és 1973 között a Tottenham Hotspurben játszott. 1977-től 1987-ig a Blackburn Rovers játékosa volt. 1987 és 1989 között a Buryt erősítette. 1989-ben a Scarboroughban szerepelt kölcsönben.

### A válogatottban
1980 és 1985 között 27 alkalommal szerepelt az északír válogatottban és 3 gólt szerzett. Részt vett az 1982-es világbajnokságon, ahol a Honduras és az Ausztria elleni mérkőzéseken csereként lépett pályára. A Jugoszlávia, a Spanyolország és a Franciaország elleni találkozókon nem kapott lehetőséget.

### Halála
Szívinfarktusban hunyt el 1995. május 6-án, 38 éves korában.

## Sikerei, díjai
Tottenham Hotspur
- FA Youth Cup (1): 1973–74